# Grand Prix van Interlagos 1949
De Grand Prix van Interlagos 1949 was een autorace die werd gehouden op 20 maart 1949 op het circuit van Interlagos in São Paulo.

## Uitslag
| Positie | Rijder            | Team     | Ronden | Tijd/Opgave |
| ------- | ----------------- | -------- | ------ | ----------- |
| 1       | Luigi Villoresi   | Maserati | 15     | 1:20:30.9   |
| 2       | Francisco Marques | Maserati | 15     | + 2:19.9    |
| 3       | Andres Fernandez  | Maserati | 15     | + 2:20.8    |
| 4       | Alberto Ascari    | Maserati | 14     | + 1 Ronde   |
| 5       | Chico Landi       | Maserati | 14     | + 1 Ronde   |
| NF      | Giuseppe Farina   | Ferrari  | 3      | Crash       |